# Daniel Richardson
Pas d'image ? Cliquez ici

a Compétitions nationales et continentales officielles uniquement.

Daniel Richardson dit Danny Richardson, né le 2 septembre 1996, est un joueur de rugby à XIII anglais évoluant au poste de demi de mêlée ou de demi d'ouverture.

## Biographie
Il fait ses débuts en Super League en 2017 avec St Helens avant d'être prêté quelques matchs à Sheffield Eagles en Championship.
Il devient titulaire en charnière de St Helens en 2018 et botteur du club. Rapidement, il devient le meilleur botteur de Super League.

## Palmarès

### Collectif
- Vainqueur de la Super League : 2019[1] (St Helens).
- Finaliste de la Challenge Cup : 2019[1] (St Helens).

### Individuel
- Nommé dans l'équipe type de Super League :  2018 (St Helens)

### Détails

#### En club
| Saison | Club       | Compétition   | Matchs | Points | Essais | Buts | Drop |
| ------ | ---------- | ------------- | ------ | ------ | ------ | ---- | ---- |
| 2017   | St Helens  | Super League  | 13     | 10     | 2      | 0    | 2    |
| 2017   | St Helens  | Challenge Cup | 0      | 0      | 0      | 0    | 0    |
| 2018   | St Helens  | Super League  | 31     | 282    | 5      | 128  | 6    |
| 2019   | St Helens  | Super League  | 10     | 54     | 2      | 23   | 0    |
| 2019   | St Helens  | Challenge Cup | 2      | 0      | 0      | 0    | 0    |
| 2020   | Castleford | Super League  | 15     | 113    | 0      | 52   | 1    |
| 2021   | Castleford | Super League  | 16     | 99     | 0      | 47   | 3    |
| 2022   | Castleford | Super League  | 12     | 77     | 2      | 33   | 3    |